# Girovce
Girovce (in ungherese Gerlefalva) è un comune della Slovacchia facente parte del distretto di Vranov nad Topľou, nella regione di Prešov.